# Arno
Arno é uma empresa brasileira de produtos eletrodomésticos, focada principalmente em produtos eletroportáteis.

## História
Em 1882, Carlo Arnstein, primeiramente, criou uma empresa que importava café principalmente do Brasil. Carlo Arnstein era de uma família italiana de Trieste, na época território do antigo Império Austro-Húngaro.
Em 1938, depois da Primeira Guerra Mundial, Hans Arnstein, filho de Carlo Arnstein, que depois fora rebatizado de João Arnstein, criou a Construções Eletromecânicas Brasileiras Ltda. Materiais Elétricos, empresa especializada na fabricação e comercialização de motores elétricos. Além de ter um novo nome de batismo, João Arnstein se naturalizou brasileiro entre 1922 e 1923.
Felippe Arno, o filho de João, foi presidente da empresa de 1957 até 1997. A empresa participou do começo do processo de industrialização no Brasil, tendo a cidade de São Paulo como porta de entrada.
Em 1944, a então Construções Eletromecânicas Brasileiras se fundiu com a Intermares, Brasselva e Siltex, formando a Empresas Reunidas e Comércio Arno S.A.
Em 1945, a Arno foi criada, com dez mil cruzeiros. O nome da empresa é devido ao fato de Carlo Arnstein escrever o nome Arno nas sacadas de café que ele comercializava.
Em 1949, o design dos produtos era feito pela empresa americana Sears, Roebuck & Co. Nesse ano, a Arno já comercializava seus produtos em todo o país.
Em 1952, as ações da empresa passam a ser cotadas na antiga Bolsa de Valores do Brasil. Nesse ano, Hans Arnstein passou a se chamar João Arnstein Arno.
Em 1957, João Arnstein Arno morreu, e seu filho, Felippe Arno, se tornou presidente da empresa.
Em 1961, a empresa exportava liquidificadores para a Europa.
Em 1964, a Arno se associou à empresa Asea Industrial S/A, para aumentar e melhorar a produção dos produtos.
Em 1965, a empresa começou a exportar liquidificadores para outros países da América Latina.
Em 1971, a empresa foi associada da Delco Remy e da Delco Eletronics, comercializando produtos automobilísticos.
Em 1975, a Arno adquiriu a Skil no Brasil, uma empresa que fabricava furadeiras elétricas e outros produtos. Assim, a Arno foi a primeira empresa a fabricar furadeiras elétricas no Brasil. Atualmente, a Skil pertence ao grupo Bosch.
Em 1992, a empresa deixou de fabricar peças automobilísticas.
Em 1994, a empresa conseguiu o certificado de qualidade ISO 9001.
Em 1997, a Arno foi adquirida pelo Groupe SEB, um conglomerado francês fabricante de eletroportáteis, sendo líder desse segmento.
No final de 2017, a empresa saiu do Cambuci e se mudou para Itatiaia, no sul fluminense, alegando problemas operacionais e de logística.